# Hexatoma paenulatoides
Hexatoma paenulatoides är en tvåvingeart som beskrevs av Alexander 1949. Hexatoma paenulatoides ingår i släktet Hexatoma och familjen småharkrankar. Inga underarter finns listade i Catalogue of Life.